# تالار کنفرانس

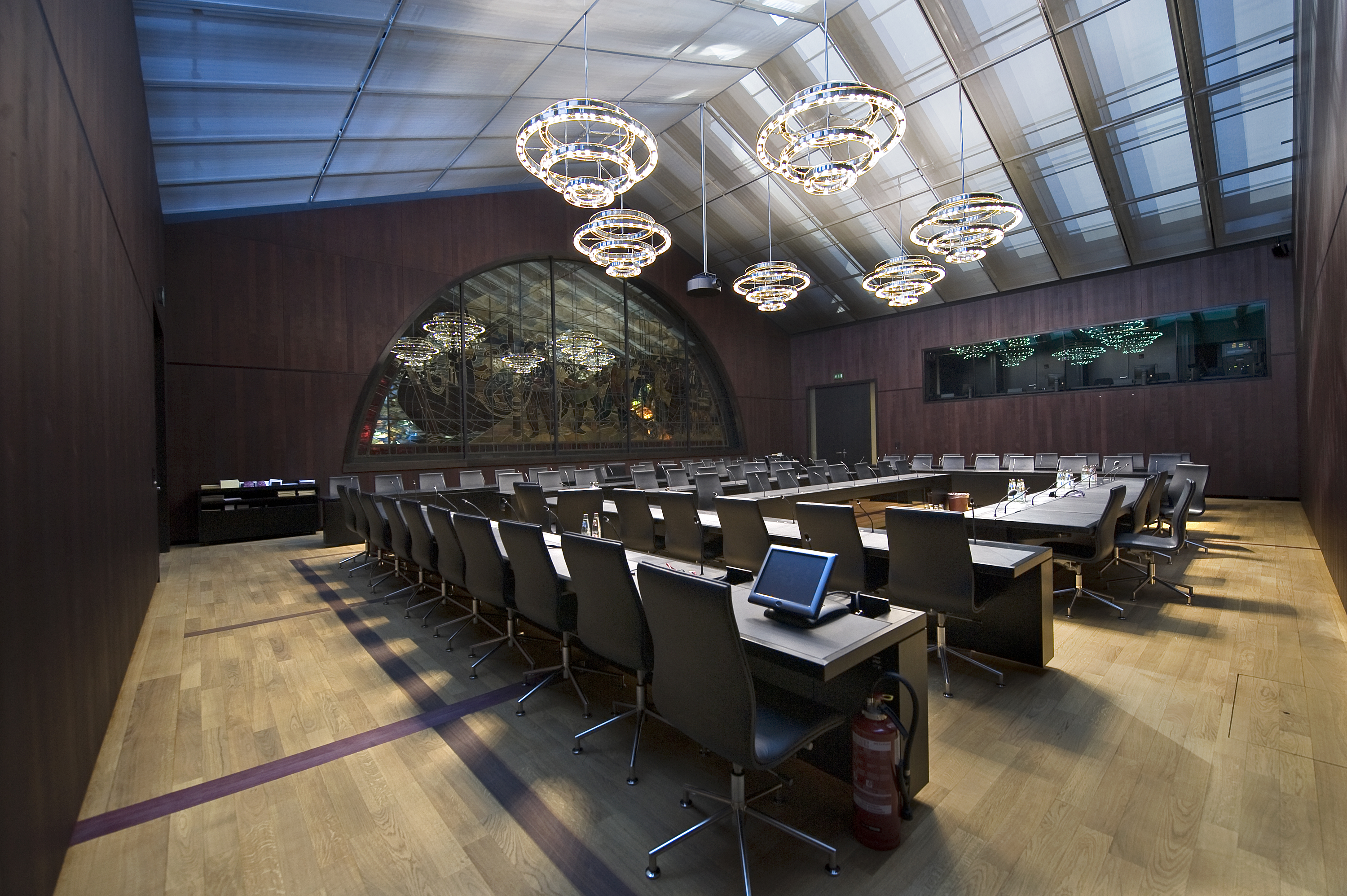
تالار نشست‌های کاخ فدرال سوئیس در برن

یک تالار همایش یا تالار کنفرانس (به انگلیسی: Conference hall) یا اتاق همایش یا اتاق کنفرانس (به انگلیسی: Conference room)، تالار یا اتاقی است که برای یک رویداد یگانه مانند گردهمایی‌ها یا نشست‌های بازرگانی فراهم شده است. این تالار عموماً در هتل‌های بزرگ و یا مرکز همایش‌ها یافت می‌شود، اگرچه برخی دیگر از موسسات مانند بیمارستان‌ها ، ورزشگاه‌ها و فضاهای کار اشتراکی هم ممکن است دارای چنین تالاری باشند. تالارهای کنفرانس ممکن است برای تدابیر امنیتی بی‌پنجره ساخته شوند، مانند تالار کنفرانس پنتاگون که به نام تانک شناخته می‌شود.

## منابع

تصویری سراسر نما از یک مرکز همایش در مدرسه علمیه در شهر قم